# Prix de la fondation Airbus Group
Vous pouvez aider à l'améliorer ou bien discuter des problèmes sur sa page de discussion.
- Il ne s’appuie pas, ou pas assez, sur des sources secondaires ou tertiaires. (Marqué depuis décembre 2013)
- Il est à actualiser. Certains passages sont obsolètes ou annoncent des événements désormais passés. (Marqué depuis juin 2016)

- Archive Wikiwix
- Bing
- Cairn
- DuckDuckGo
- E. Universalis
- Gallica
- Google
- G. Books
- G. News
- G. Scholar
- Persée
- Qwant
- (zh) Baidu
- (ru) Yandex
- (wd) trouver des œuvres sur Wikidata

Les prix de la fondation Airbus Group ont été créés en 2007 par la fondation d'entreprise Airbus Group en collaboration avec l'Académie des sciences. Conjointement, ils ont défini trois catégories de prix. Chaque année, l'Académie des sciences propose trois personnalités du monde scientifique pour les prix de la fondation.
| Type de Prix                                                       | Descriptif et lauréats |
| ------------------------------------------------------------------ | --- |
| Grand Prix des sciences de l'informatique et de leurs applications | Prix annuel (50 000 euros) des sciences de l’informatique et de leurs applications, créé en 2007 destiné à récompenser l’ensemble des travaux d’une personnalité scientifique dans un laboratoire français, qui a contribué de manière exceptionnelle au dynamisme et au rayonnement de la recherche en informatique avec une coopération remarquable avec l’industrie. Les lauréats sont : - 2013 : Rachid Deriche (en) - 2012 : Brigitte Plateau - 2011 : Georges Gonthier - 2010 : Jean-Claude Bermond - 2009 : Jean-Claude Laprie - 2008 : Jean Vuillemin - 2007 : Serge Abiteboul - 2006 : Patrick Cousot - 2005 : Gérard Berry (prix pas encore décerné par l'Académie des sciences). |
| Prix Sciences et Ingénierie                                        | Prix annuel (30 500 euros) des sciences et ingénierie, créé en 2007, et destiné à récompenser les travaux d'une personnalité qui a contribué dans un laboratoire français, au dynamisme et au rayonnement de la recherche de la technologie et de l'innovation, entretenant une coopération avec l'industrie particulièrement fructueuse avec un impact remarquable dans le domaine de l’aérospatial. Les lauréats sont : - 2011: Grégoire Allaire - 2010 : Pierre Sagaut - 2009 : Michel Lefebvre - 2008 : Jean-Luc Issler - 2007 : Laurent Jacquin - 2006 : Nicholas Ayache. |
| Prix des sciences de l'information et de leurs applications        | Prix annuel (30 500 euros) des Sciences de l’Information et de leurs applications, créé en 2007. Ce prix récompense chaque année des chercheurs de moins de 50 ans pour leurs travaux dans le domaine des sciences de l'information et de leurs applications. Il distingue l’originalité, la qualité et l’importance de leurs recherches conduites dans un laboratoire français dans les sciences de l’information, entretenant avec l’industrie une coopération particulièrement fructueuse et/ou ayant eu une contribution majeure sur des sujets qui ont un impact applicatif remarquable. Les lauréats sont : - 2013 : Olivier Cappé - 2011: Jean-Luc Starck - 2010 : David Guiraud - 2009 : Laurent Cohen - 2008 : Massimo Vergassola - 2007 : Stéphane Mallat - 2006 : Jean-Daniel Boissonnat. |